# Жан-Батист Едуард Борне
Жан-Батист Едуард Борне (фр. Jean-Baptiste Édouard Bornet 2 вересня 1828 — 18 грудня 1911) — французький ботанік.

## Біографія
Борне вивчав медицину в Парижі, а у 1886 році став членом Французької Французької академії наук. Разом з Гюставом Тюре він був співавтором «Algologiques Notes» (1876–1880) та «Études phycologiques» (1878), обидві роботи були опубліковані після смерті Тюре у 1875 році. Борне допоміг встановити природу лишайників і першим відкрив процес розмноження червоних водоростей. У галузі ліхенології він написав Recherches sur les gonidies des lichens (1873) та разом із Чарлзом Флаголтом опублікував Revision des Nostocacées héterocystées (1886–88).

## Нагороди та відзнаки
Рід зелених водоростей «Bornetella» родини Dasycladaceae названий на честь Жана-Батіста Едуарда Борне.
- 1888 рік — член Шведської королівської шведської академії наук.
- 1891 рік — нагороджений Медаллю Ліннея.
- 1893 рік — почесний іноземним членом Американської академії мистецтв і наук[7].
- 1901 році Борне був обраний іноземний член Національної академії наук США[8].
- 1910 рік — іноземний член Лондонського королівського товариства[9].
- 1911 рік — іноземний член Американського філософського товариства[10].

## Основні публікації
- Bornet et Thuret, «Recherches sur la fécondation des Floridées» («Annal. d. sc. nat.», v. VII, 1867)
- Bornet, «Recherches sur les gonidies des Lichens» (ib., v. XVII, 1873; v. XIX, 1875)
- Bornet et Thuret, «Notes algologiques» (1876—80)
- Bornet et Thuret, «Études phycologiques» (1878)
- Bornet et Flahault, «Revision des Nostocacées hétérocystées» («Ann. sc. nat.», 1886—88)